# Ligne 5 du métro de Madrid
Pour les articles homonymes, voir Ligne 5.
La ligne 5 du métro de Madrid (en espagnol : línea 5 del metro de Madrid) est l'une des treize lignes du réseau métropolitain de Madrid, en Espagne. Elle relie la station Alameda de Osuna au nord-est de la capitale espagnole à la station Casa de Campo au sud-ouest de la ville.

## Tracé et stations
La ligne comprend 32 stations sur un parcours de 23,2 km reliant Alameda de Osuna dans l'arrondissement de Barajas à Casa de Campo à la jonction des arrondissements de Latina et Moncloa-Aravaca.
Elle est en correspondance avec les lignes 1, 2, 3, 4, 6, 7, 9, 10 et R, ainsi qu'avec le réseau Cercanías Madrid.

### Liste des stations
|  |   |  | Station            | Zone | Communes                                    | Correspondances                                          |
|  | - |  | ------------------ | ---- | ------------------------------------------- | -------------------------------------------------------- |
|  | ■ |  | Alameda de Osuna   |      | Madrid (Barajas)                            |                                                          |
|  | • |  | El Capricho        |      | Madrid (Barajas)                            |                                                          |
|  | • |  | Canillejas         |      | Madrid (San Blas-Canillejas)                |                                                          |
|  | • |  | Torre Arias        |      | Madrid (San Blas-Canillejas)                |                                                          |
|  | • |  | Suanzes            |      | Madrid (San Blas-Canillejas)                |                                                          |
|  | • |  | Ciudad Lineal      |      | Madrid (Ciudad Lineal, San Blas-Canillejas) |                                                          |
|  | • |  | Pueblo Nuevo       |      | Madrid (Ciudad Lineal)                      | Ligne 7 du métro de Madrid                               |
|  | • |  | Quintana           |      | Madrid (Ciudad Lineal)                      |                                                          |
|  | • |  | El Carmen          |      | Madrid (Ciudad Lineal)                      |                                                          |
|  | • |  | Ventas             |      | Madrid (Salamanca)                          | Ligne 2 du métro de Madrid                               |
|  | • |  | Diego de León      |      | Madrid (Salamanca)                          | Ligne 4 du métro de Madrid · Ligne 6 du métro de Madrid  |
|  | • |  | Núñez de Balboa    |      | Madrid (Salamanca)                          | Ligne 9 du métro de Madrid                               |
|  | • |  | Rubén Darío        |      | Madrid (Chamberí, Salamanca)                |                                                          |
|  | • |  | Alonso Martínez    |      | Madrid (Centre, Chamberí)                   | Ligne 4 du métro de Madrid · Ligne 10 du métro de Madrid |
|  | • |  | Chueca             |      | Madrid (Centre)                             |                                                          |
|  | • |  | Gran Vía           |      | Madrid (Centre)                             | Ligne 1 du métro de Madrid                               |
|  | • |  | Callao             |      | Madrid (Centre)                             | Ligne 3 du métro de Madrid                               |
|  | • |  | Ópera              |      | Madrid (Centre)                             | Ligne 2 du métro de Madrid · Ligne R du métro de Madrid  |
|  | • |  | La Latina          |      | Madrid (Centre)                             |                                                          |
|  | • |  | Puerta de Toledo   |      | Madrid (Arganzuela, Centre)                 |                                                          |
|  | • |  | Acacias            |      | Madrid (Arganzuela, Centre)                 | Ligne 3 du métro de Madrid                               |
|  | • |  | Pirámides          |      | Madrid (Arganzuela)                         |                                                          |
|  | • |  | Marqués de Vadillo |      | Madrid (Carabanchel)                        |                                                          |
|  | • |  | Urgel              |      | Madrid (Carabanchel)                        |                                                          |
|  | • |  | Oporto             |      | Madrid (Carabanchel)                        | Ligne 6 du métro de Madrid                               |
|  | • |  | Vista Alegre       |      | Madrid (Carabanchel)                        |                                                          |
|  | • |  | Carabanchel        |      | Madrid (Carabanchel)                        |                                                          |
|  | • |  | Eugenia de Montijo |      | Madrid (Carabanchel)                        |                                                          |
|  | • |  | Aluche             |      | Madrid (Latina)                             |                                                          |
|  | • |  | Empalme            |      | Madrid (Latina)                             |                                                          |
|  | • |  | Campamento         |      | Madrid (Latina)                             |                                                          |
|  | ■ |  | Casa de Campo      |      | Madrid (Latina, Moncloa-Aravaca)            | Ligne 10 du métro de Madrid                              |

## Historique
Le 4 février 1961, le chemin de fer suburbain de Carabanchel à Chamartín de la Rosa, qui relie Carabanchel à Plaza de España est mis en service . 
Le 28 mai 1964, une section alors sur la ligne 2 est ouverte aux voyageurs entre Ventas et Ciudad Lineal.
La ligne 5 est elle mise en service le 5 juin 1968 entre Callao et Carabanchel. Le 2 mars 1970, une deuxième section est ouverte entre Ventas et Callao. Le 20 juillet suivant, la section jusqu'à Ciudad Lineal est transférée de la ligne 2 à la ligne 5.
Le 29 octobre 1976, avec la mise en service d'une section de chemin de fer de banlieue entre Carabanchel et Mostolés, la section entre Carabanchel et Aluche est intégrée à la ligne 5.
Un prolongement supplémentaire au nord-est, comprenant trois stations, est ouvert le 18 janvier 1980 entre Ciudad Lineal et Canillejas qui demeure le terminus jusqu'en 2006. 
Une nouvelle station Eugenia de Montijo est construite entre Carabanchel et Aluche et ouverte aux voyageurs le 27 octobre 1999. La ligne prend sa configuration actuelle à l'ouest avec l'intégration de la section entre Aluche et Casa de Campo, qui faisait partie auparavant de la ligne 10. Enfin, le 24 novembre 2006, un dernier prolongement est mis en service au-delà de Canillejas avec l'ouverture des stations El Capricho et Alameda de Osuna, le terminus actuel.
À partir du 20 août 2018, la station Gran Vía est fermée aux voyageurs et fait l'objet d'importants travaux de modernisation destinés notamment à permettre l'accessibilité aux personnes à mobilité réduite et à la relier par un couloir à la station Sol des trains de banlieue. Elle est rouverte aux voyageurs le 16 juillet 2021.

## Développements futurs
En mars 2020, la communauté de Madrid annonce le lancement d'un projet de prolongement de la ligne sur 1,5 km entre Alameda de Osuna et Aeropuerto T1-T2-T3 afin de desservir l'aéroport de Madrid et d'offrir une correspondance avec la ligne 8. D'un coût prévisionnel de 75 millions €, les travaux devaient permettre l'ouverture de cette nouvelle section en 2024. Finalement, le gouvernement régional annonce en février 2025 un démarrage des travaux au printemps avec un objectif de mise en service à la fin de l'année 2027 ou au début de l'année 2028, pour un coût de 180 millions €.